# Soltec
Soltec is een van oorsprong Nederlands bedrijf dat tegenwoordig deel uitmaakt van de Amerikaanse Vitronics Soltec groep en soldeermachines voor het solderen van printplaten vervaardigt. De Nederlandse productievestiging bevindt zich te Oosterhout. Vitronics is gevestigd te Newmarket (NH).

## Geschiedenis
Het bedrijf is in 1916 opgericht te Amsterdam door Wietse Beye Smits onder de naam ZEVA, een afkorting voor: Zuinigst Electrisch Verbruiks Apparaat. Men vervaardigde elektrische soldeerbouten, een noviteit in die dagen, daar soldeerbouten voordien met behulp van een gasvlam werden verhit. Aanvankelijk werd vooral geleverd aan Philips en Van der Heem.
Na de Tweede Wereldoorlog liep het patent op deze bouten af, waarop Philips in eigen beheer soldeerbouten ging produceren. Er werden echter nieuwe afnemers gevonden, waaronder de PTT, waardoor de omzet bleef toenemen. Bovendien begon men een handelsfirma die productie-apparatuur aan de elektrotechnische industrie verkocht.
De jaren 60 brachten de invoering van de printplaat, waartoe in eigen beheer automatische soldeermachines werden ontwikkeld, namelijk sleepsoldeermachines en golfsoldeermachines. Sedert 1968 werden deze machines ook weer aan Philips verkocht en werd Philips de belangrijkste klant. Hier speelde mee dat Philips de beslissing had genomen om soldeermachines niet meer in eigen beheer te vervaardigen. Daarom vestigde het bedrijf zich in 1970 in Oosterhout. In 1978 werd de naam van het bedrijf veranderd in Soltec en groeide het uit tot de op twee na grootste soldeermachinebouwer ter wereld. In 1970 werd Soltec de leverancier van soldeermachines voor alle Philips-vestigingen en tot 1986 was Philips de grootste klant.
In 1983 werd Soltec overgenomen door het Amerikaanse Dover-concern, een financieel conglomeraat. Het werd ingedeeld bij de technologiedivisie van Dover. In 1987 werden de handelsactiviteiten afgestoten. In 1997 nam Dover ook het in New Hampshire zetelende Vitronics over. In 2001 werden belangrijke stappen gezet voor het invoeren van loodvrij solderen. Het bedrijf opende vestigingen onder meer in Duitsland, Maleisië, Singapore, en China en ontwikkelde zich tot de belangrijkste producent van soldeermachines ter wereld.